# 維代萊
維代萊是羅馬尼亞的城鎮，位於該國南部，距離首府亞歷山大里亞36公里，由特列奧爾曼縣負責管轄，面積70.24平方公里，海拔高度95米，2009年人口11,694，大多數居民信奉東正教。